# Velogny
Velogny est une commune française située dans le département de la Côte-d'Or en région Bourgogne-Franche-Comté.

## Géographie

### Climat
Pour des articles plus généraux, voir Climat de la Bourgogne-Franche-Comté et Climat de la Côte-d'Or.
En 2010, le climat de la commune est de type climat des marges montargnardes, selon une étude du Centre national de la recherche scientifique s'appuyant sur une série de données couvrant la période 1971-2000. En 2020, Météo-France publie une typologie des climats de la France métropolitaine dans laquelle la commune est exposée à un climat océanique altéré et est dans la région climatique  Lorraine, plateau de Langres, Morvan, caractérisée par un hiver rude (1,5 °C), des vents modérés et des brouillards fréquents en automne et hiver. 
Pour la période 1971-2000, la température annuelle moyenne est de 9,8 °C, avec une amplitude thermique annuelle de 16,3 °C. Le cumul annuel moyen de précipitations est de 871 mm, avec 12,2 jours de précipitations en janvier et 8,1 jours en juillet. Pour la période 1991-2020, la température moyenne annuelle observée sur la station météorologique de Météo-France la plus proche, « Semur En Auxois_sapc », sur la commune de Semur-en-Auxois à 14 km à vol d'oiseau, est de 11,2 °C et le cumul annuel moyen de précipitations est de 778,0 mm,. Pour l'avenir, les paramètres climatiques de la commune estimés pour 2050 selon différents scénarios d'émission de gaz à effet de serre sont consultables sur un site dédié publié par Météo-France en novembre 2022.

## Urbanisme

### Typologie
Au 1er janvier 2024, Velogny est catégorisée commune rurale à habitat très dispersé, selon la nouvelle grille communale de densité à 7 niveaux définie par l'Insee en 2022.
Elle est située hors unité urbaine. Par ailleurs la commune fait partie de l'aire d'attraction de Semur-en-Auxois, dont elle est une commune de la couronne,. Cette aire, qui regroupe 54 communes, est catégorisée dans les aires de moins de 50 000 habitants,.

### Occupation des sols
L'occupation des sols de la commune, telle qu'elle ressort de la base de données européenne d’occupation biophysique des sols Corine Land Cover (CLC), est marquée par l'importance des territoires agricoles (100 % en 2018), une proportion identique à celle de 1990 (100 %). La répartition détaillée en 2018 est la suivante : 
prairies (61 %), terres arables (21,6 %), zones agricoles hétérogènes (17,4 %). L'évolution de l’occupation des sols de la commune et de ses infrastructures peut être observée sur les différentes représentations cartographiques du territoire : la carte de Cassini (XVIIIe siècle), la carte d'état-major (1820-1866) et les cartes ou photos aériennes de l'IGN pour la période actuelle (1950 à aujourd'hui).

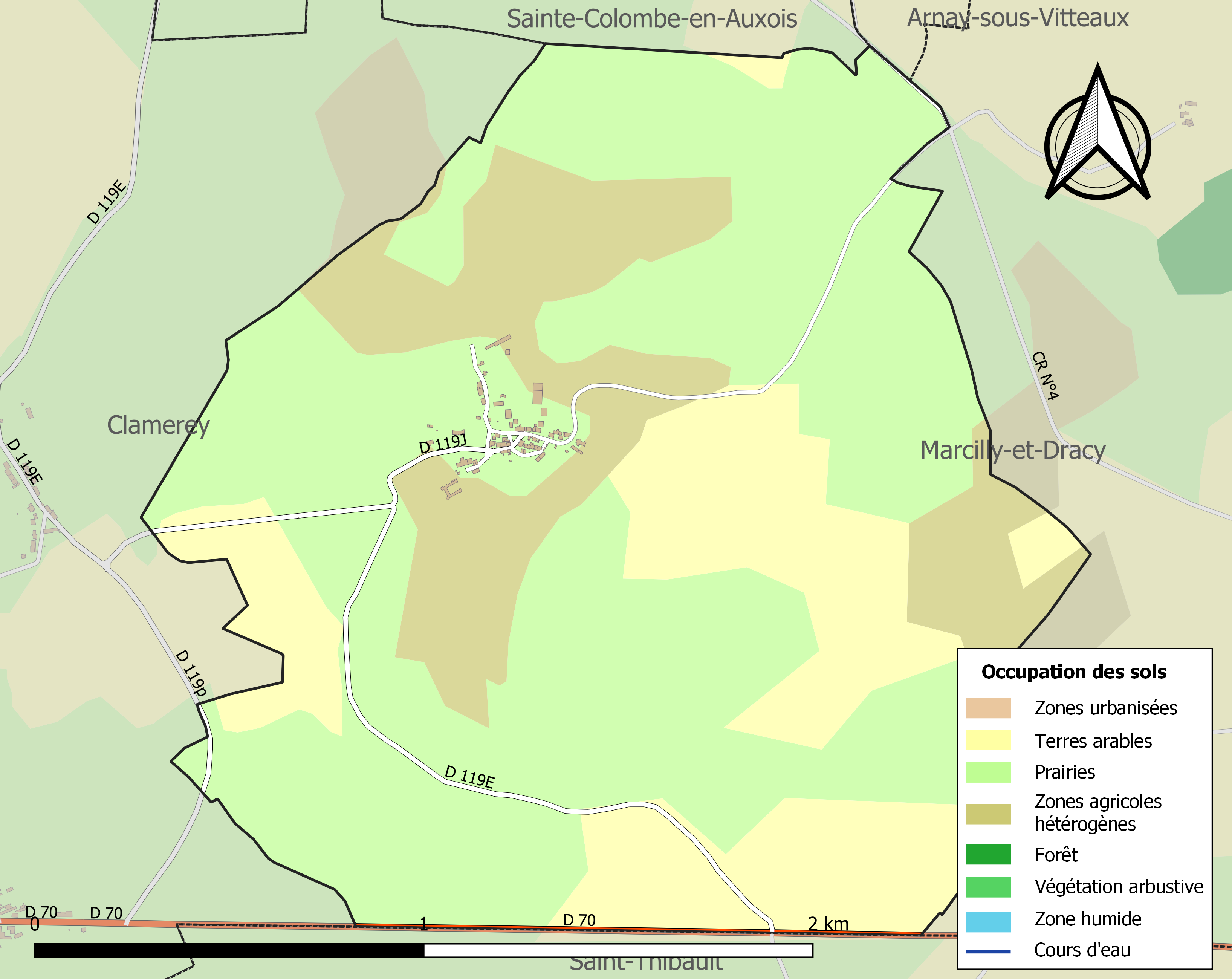
Carte des infrastructures et de l'occupation des sols de la commune en 2018 (CLC).

## Histoire
1995 : 1ere participation - 1ere fleur
2009 : 2eme fleur
2017: Prix de l'innovation

## Politique et administration
| Période | Période  | Identité               | Étiquette | Qualité                    |
| ------- | -------- | ---------------------- | --------- | -------------------------- |
| 2020    | en cours | Alain Marie            | SE        | Retraité Fonction publique |
| 1989    | 2020     | Charles Marie          | SE        | Retraité Fonction publique |
| 1979    | 1989     | Michel Modot           | SE        | Retraité Fonction publique |
| 1977    | 1979     | Louis Modot            | SE        | Retraité Fonction publique |
| 1971    | 1977     | Devassine Maurice      | SE        | Retraité Fonction publique |
| 1966    | 1971     | Modot Robert           | SE        | Retraité Fonction publique |
| 1935    | 1966     | Modot Léon             | SE        | Retraité Fonction publique |
| 1919    | 1935     | Damien Paul            | SE        | Retraité Fonction publique |
| 1908    | 1919     | Jacob Léon             | SE        | Retraité Fonction publique |
| 1892    | 1908     | Jacon Beurdeley Pierre | SE        | Retraité Fonction publique |
| 1891    | 1892     | Jacob Pierre Sulpice   | SE        | Retraité Fonction publique |
| 1888    | 1891     | Jacob Angely Antoine   | SE        | Retraité Fonction publique |
| 1884    | 1888     | Jacob Jacob            | SE        | Retraité Fonction publique |
| 1878    | 1884     | Heliot Pierre          | SE        | Retraité Fonction publique |
| 1871    | 1878     | Raymond de Gigord      | SE        | Retraité Fonction publique |
| 1864    | 1871     | Jacob Peutat           | SE        | Retraité Fonction publique |

## Démographie
L'évolution du nombre d'habitants est connue à travers les recensements de la population effectués dans la commune depuis 1793. Pour les communes de moins de 10 000 habitants, une enquête de recensement portant sur toute la population est réalisée tous les cinq ans, les populations de référence des années intermédiaires étant quant à elles estimées par interpolation ou extrapolation. Pour la commune, le premier recensement exhaustif entrant dans le cadre du nouveau dispositif a été réalisé en 2007.

En 2022, la commune comptait 33 habitants, en évolution de −5,71 % par rapport à 2016 (Côte-d'Or : +0,82 %, France hors Mayotte : +2,11 %).
| 1793 | 1800 | 1806 | 1821 | 1836 | 1841 | 1846 | 1851 | 1856 |
| ---- | ---- | ---- | ---- | ---- | ---- | ---- | ---- | ---- |
| 229  | 217  | 259  | 239  | 243  | 222  | 210  | 181  | 173  |

| 1861 | 1866 | 1872 | 1876 | 1881 | 1886 | 1891 | 1896 | 1901 |
| ---- | ---- | ---- | ---- | ---- | ---- | ---- | ---- | ---- |
| 161  | 173  | 172  | 171  | 138  | 132  | 126  | 135  | 114  |

| 1906 | 1911 | 1921 | 1926 | 1931 | 1936 | 1946 | 1954 | 1962 |
| ---- | ---- | ---- | ---- | ---- | ---- | ---- | ---- | ---- |
| 117  | 103  | 75   | 68   | 62   | 55   | 51   | 34   | 30   |

| 1968 | 1975 | 1982 | 1990 | 1999 | 2006 | 2007 | 2012 | 2017 |
| ---- | ---- | ---- | ---- | ---- | ---- | ---- | ---- | ---- |
| 26   | 26   | 25   | 43   | 32   | 36   | 36   | 36   | 35   |

| 2022 | - | - | - | - | - | - | - | - |
| ---- | - | - | - | - | - | - | - | - |
| 33   | - | - | - | - | - | - | - | - |

## Lieux et monuments
- Village fleuri : deux fleurs.

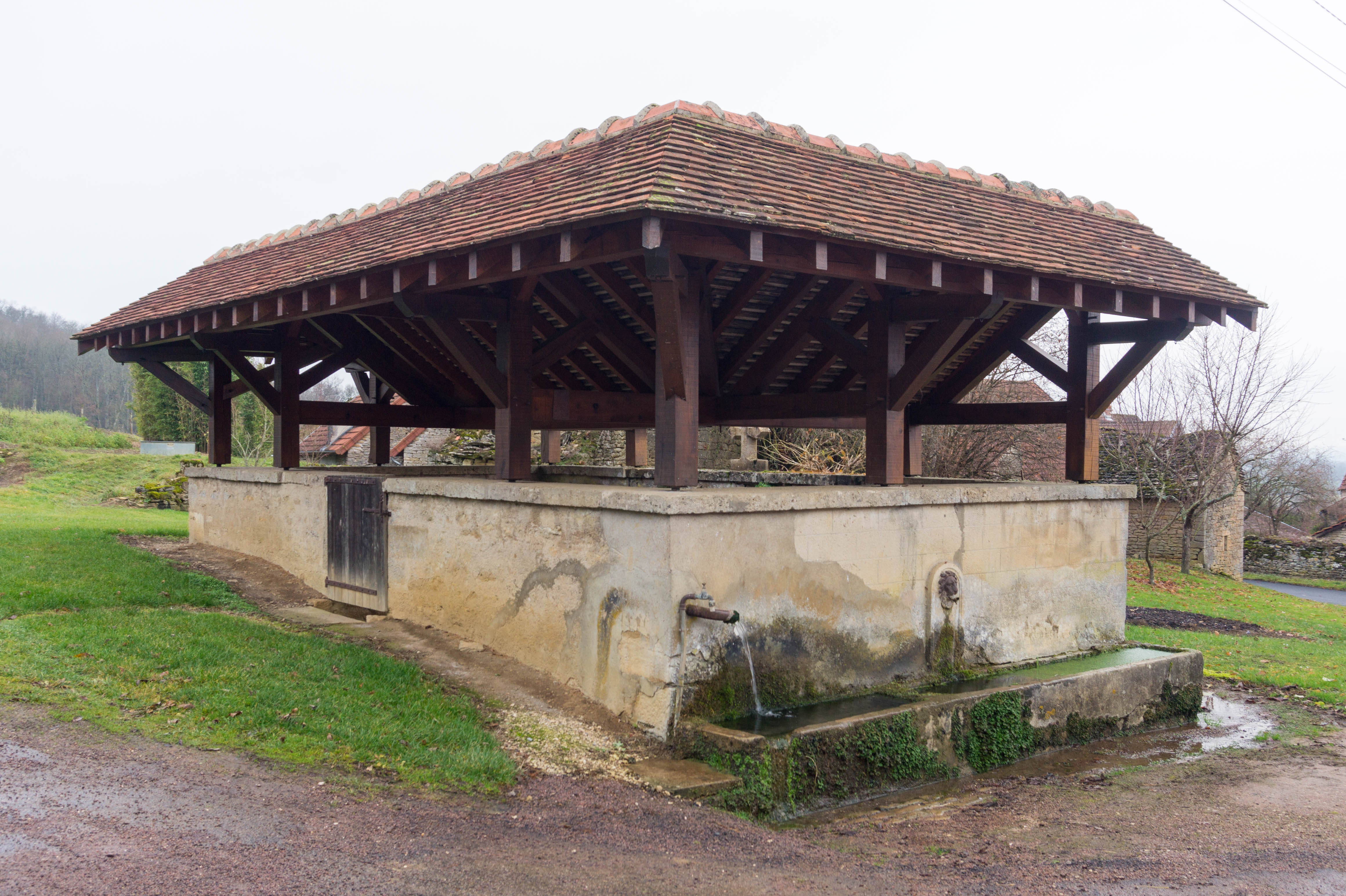
Lavoir.
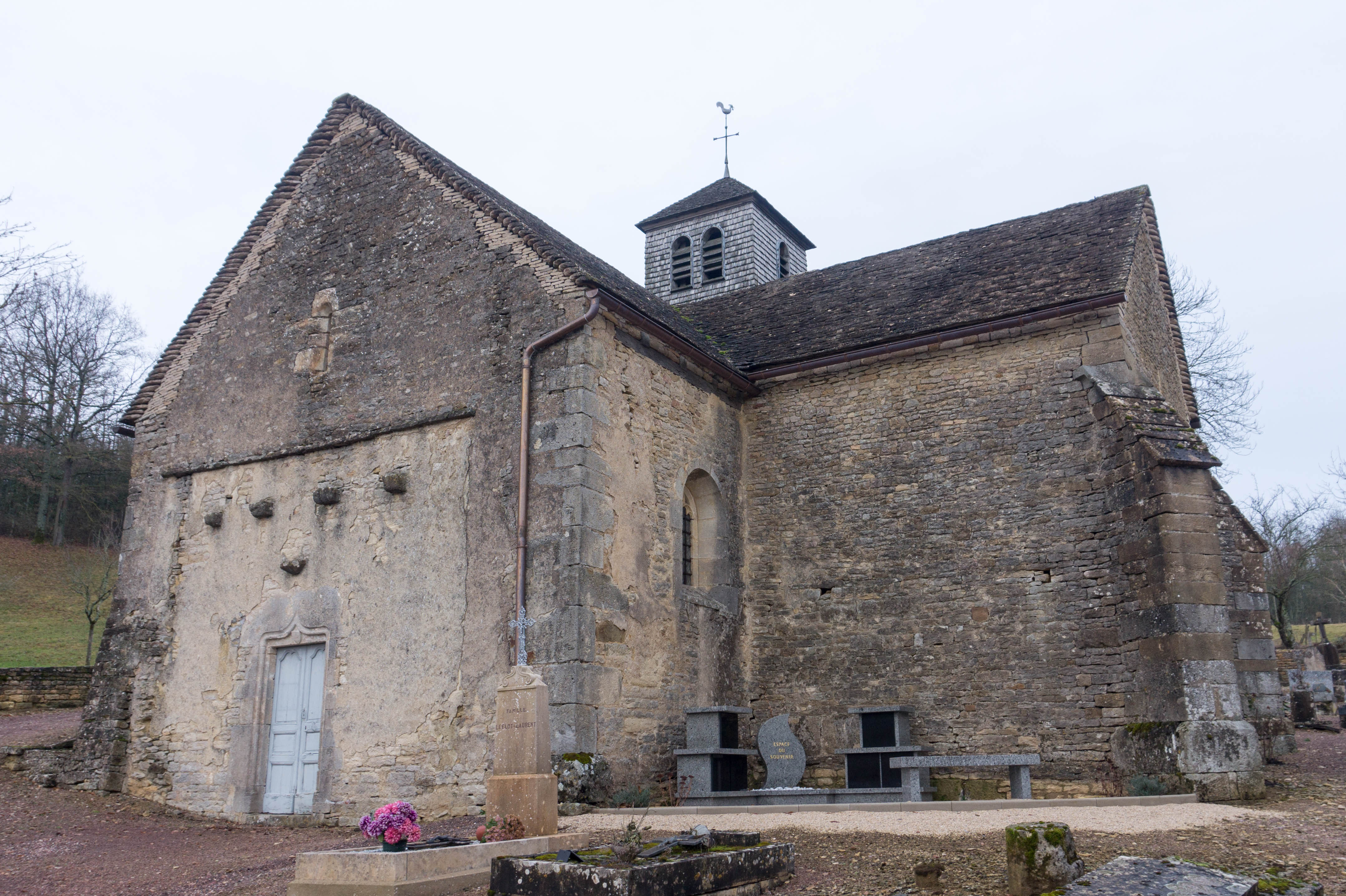
Église Saint-Nicolas.
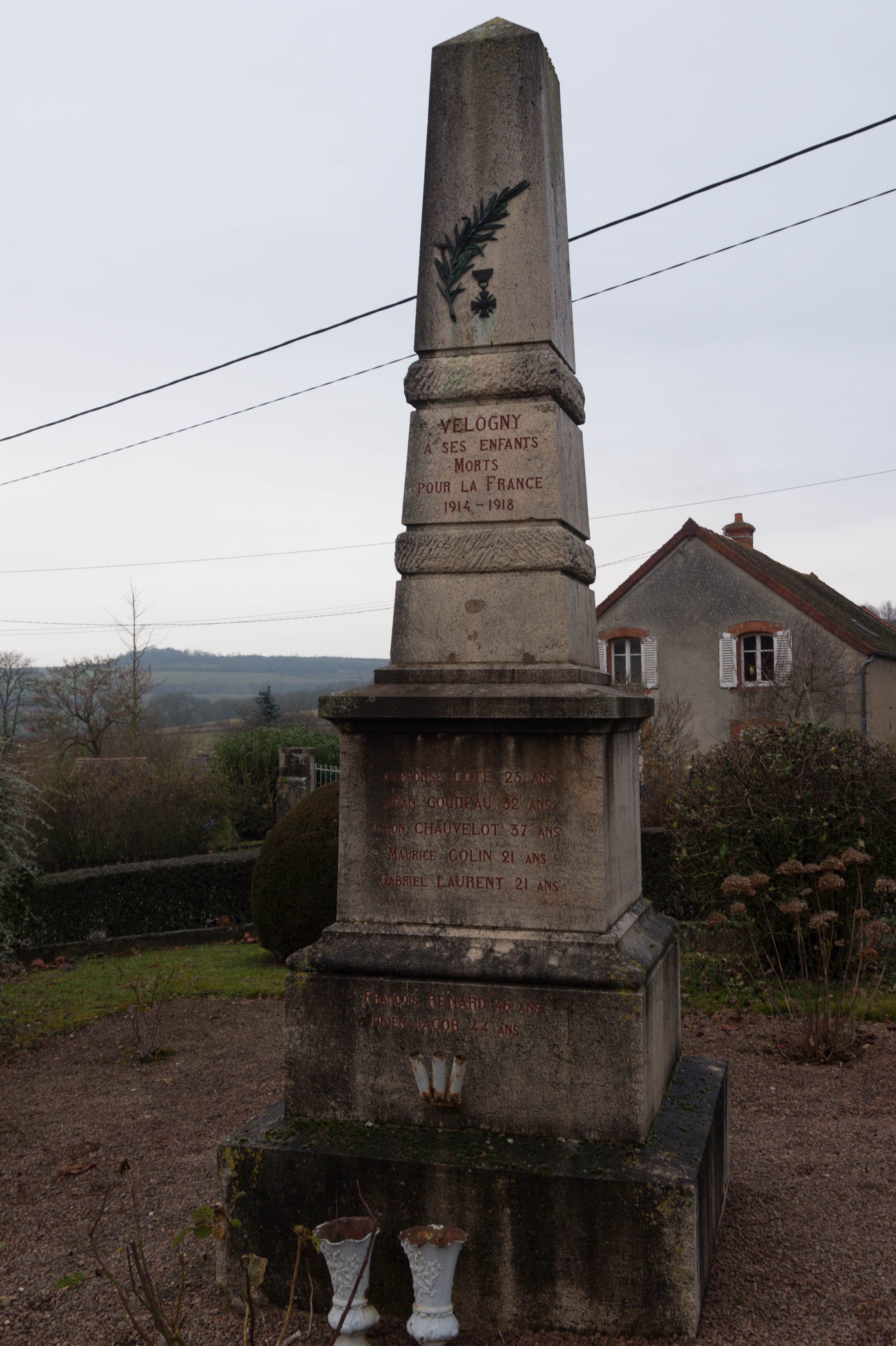
Monument aux morts.

.

## Personnalités liées à la commune
- La famille de Drouas a détenu la seigneurie de Velogny en toutes justices du XVIIe siècle à la Révolution.
- Claude Drouas de Boussey (1712-1773), chanoine de Saint-Étienne de Sens et avant-dernier évêque de Toul (1754-1773).
- Le baron Jacques Marie Charles de Drouas de Velogny, dernier seigneur de Velogny, neveu du précédent, général d'artillerie et baron d'Empire sous Napoléon Ier. Deux de ses trois fils sont morts pour la France. Il possédait le château de Velogny.